# 4 Pułk Huzarów (Cesarstwo Niemieckie)
4 Pułk Huzarów im. von Schilla (1 Śląski) (niem. Husaren-Regiment „von Schill“ (1. Schlesisches) Nr. 4)  – pułk kawalerii niemieckiej okresu Cesarstwa Niemieckiego.

## Charakterystyka
Pułk został sformowany 15 listopada 1741. Stacjonował w Oławie . Wchodził w skład VI Korpusu Armijnego .

 Wiosną 1914 był w strukturze 12 Brygady Kawalerii z 12 Dywizji Piechoty.
W wyniku mobilizacji, w sierpniu 1914 pułk osiągnął gotowość bojową i w składzie 12 Brygady Kawalerii z 5 Dywizji Kawalerii został wysłany na front zachodni.

## Bibliografia

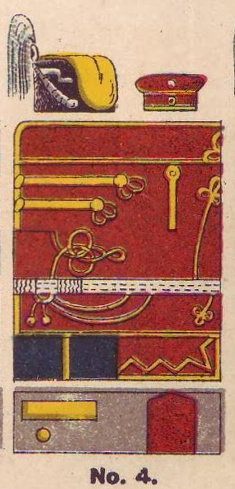
Oznaki pułku